# Kinesisk björk
Betula albosinensis är en björkväxtart som beskrevs av Isaac Henry Burkill. Betula albosinensis ingår i släktet björkar, och familjen björkväxter. Inga underarter finns listade.
IUCN godkänner taxonet endast som underart till everestbjörk (Betula utilis).
Påfallande är barken som är rödbrun hos unga exemplar och senare orangeröd, rosa eller vitaktig. Trädet blir vanligen 10 till 20 meter högt. Bladen är smalare än hos kamtjatkabjörken.
Kinsesisk björk förekommer i de kinesiska provinserna Sichuan, Shaanxi, Hubei, Hebei, Gansu, Henan, Ningxia och Shanxi. Den hittas i bergstrakter och på högplatå mellan 1000 och 4400 meter över havet. Trädet hittas ofta vid skogskanten, vid gläntor eller i mera öppna klippiga områden. Det kan ingå i blandskogar eller i skogar där barrträd dominerar.
Trädets maximala höjd är 35 meter. Träet används för möbel eller som pappersmassa.

## Bildgalleri

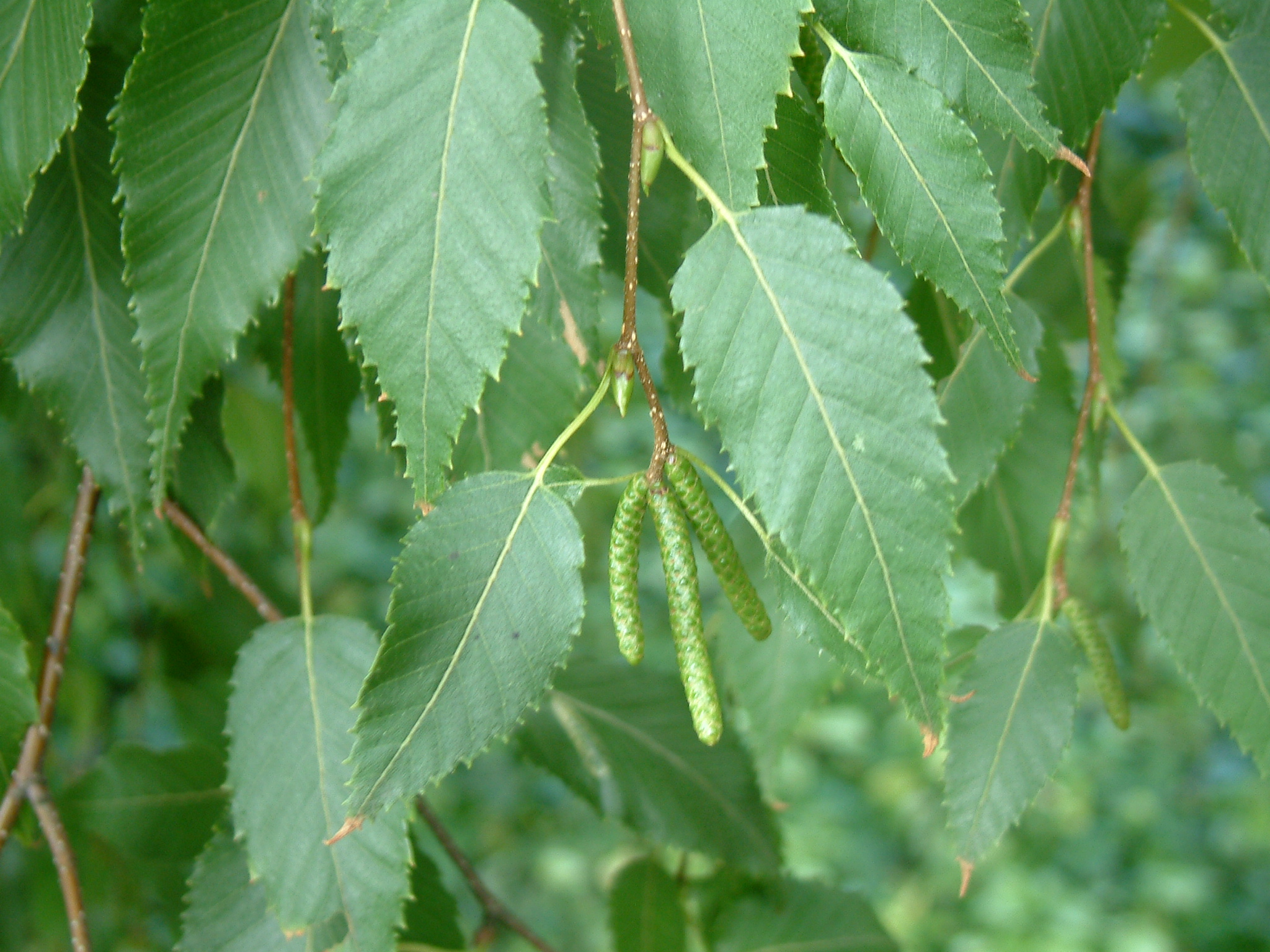
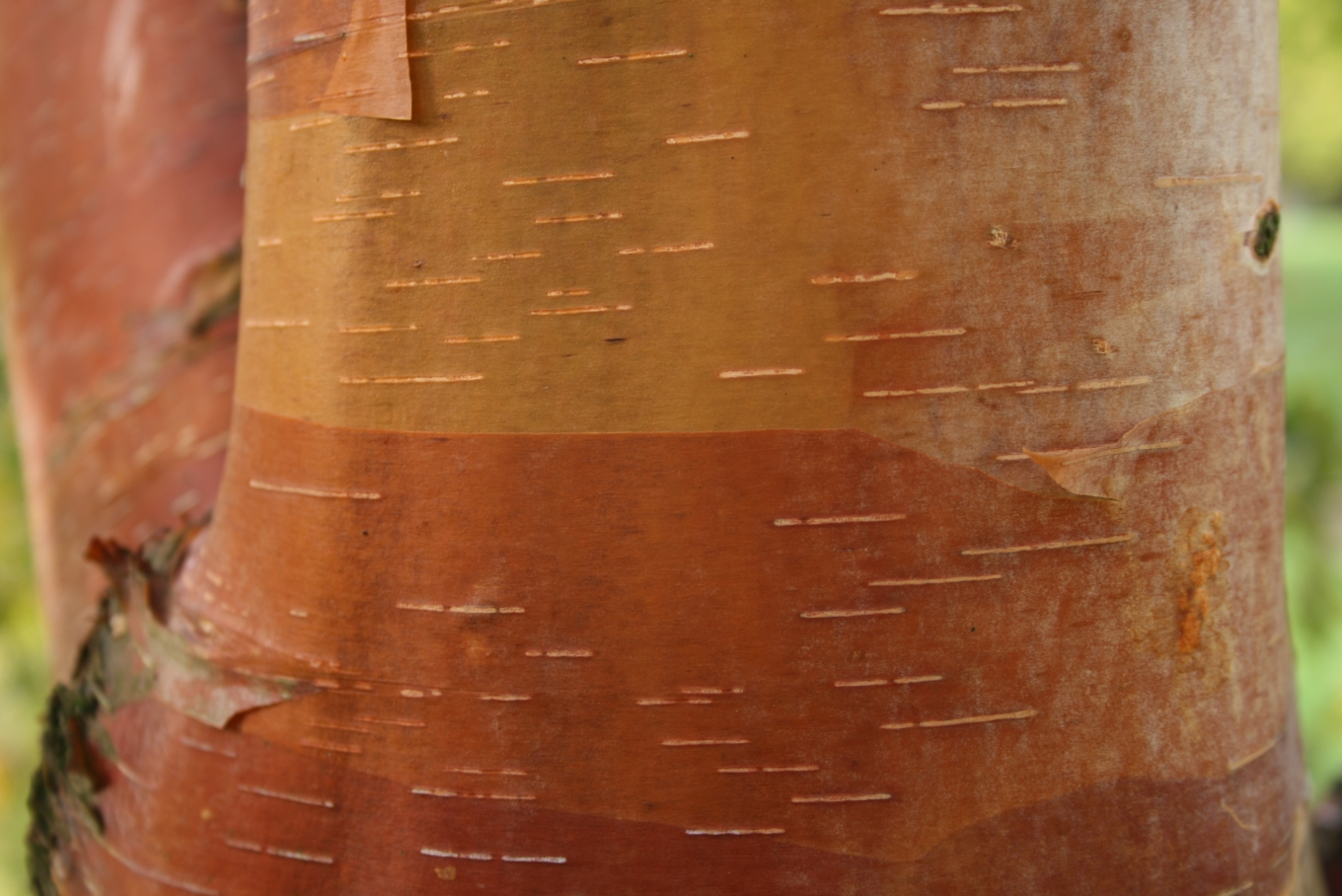
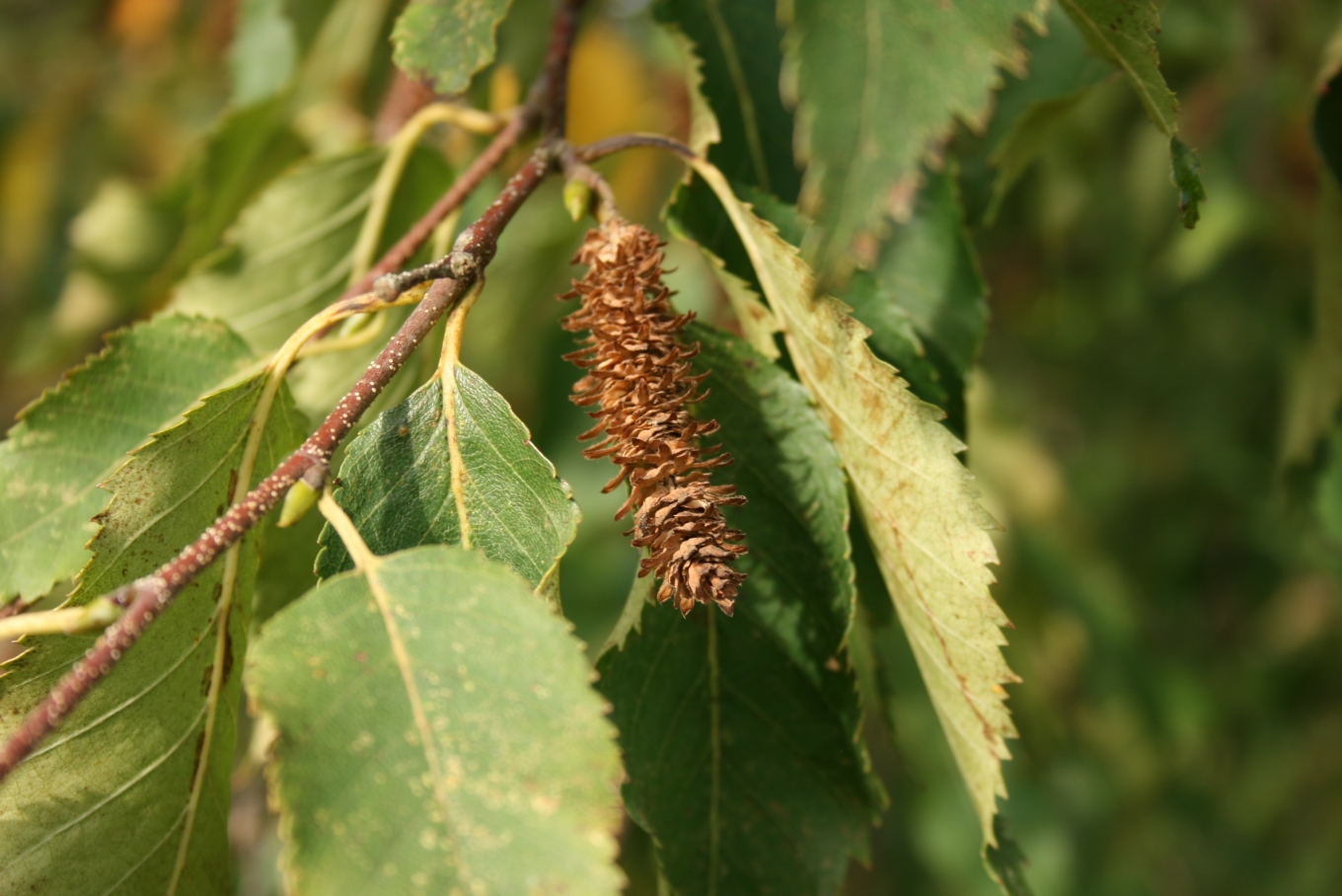
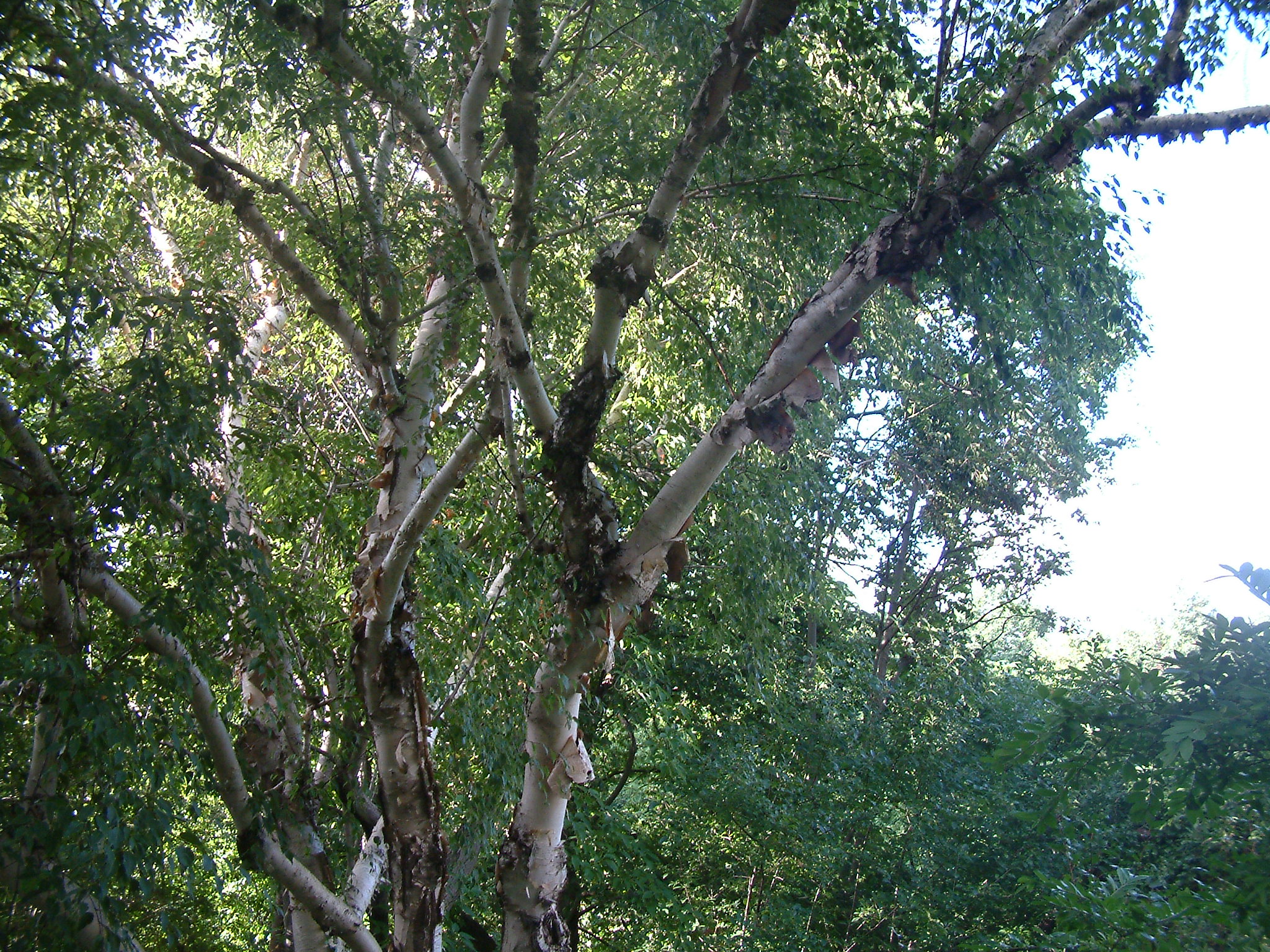
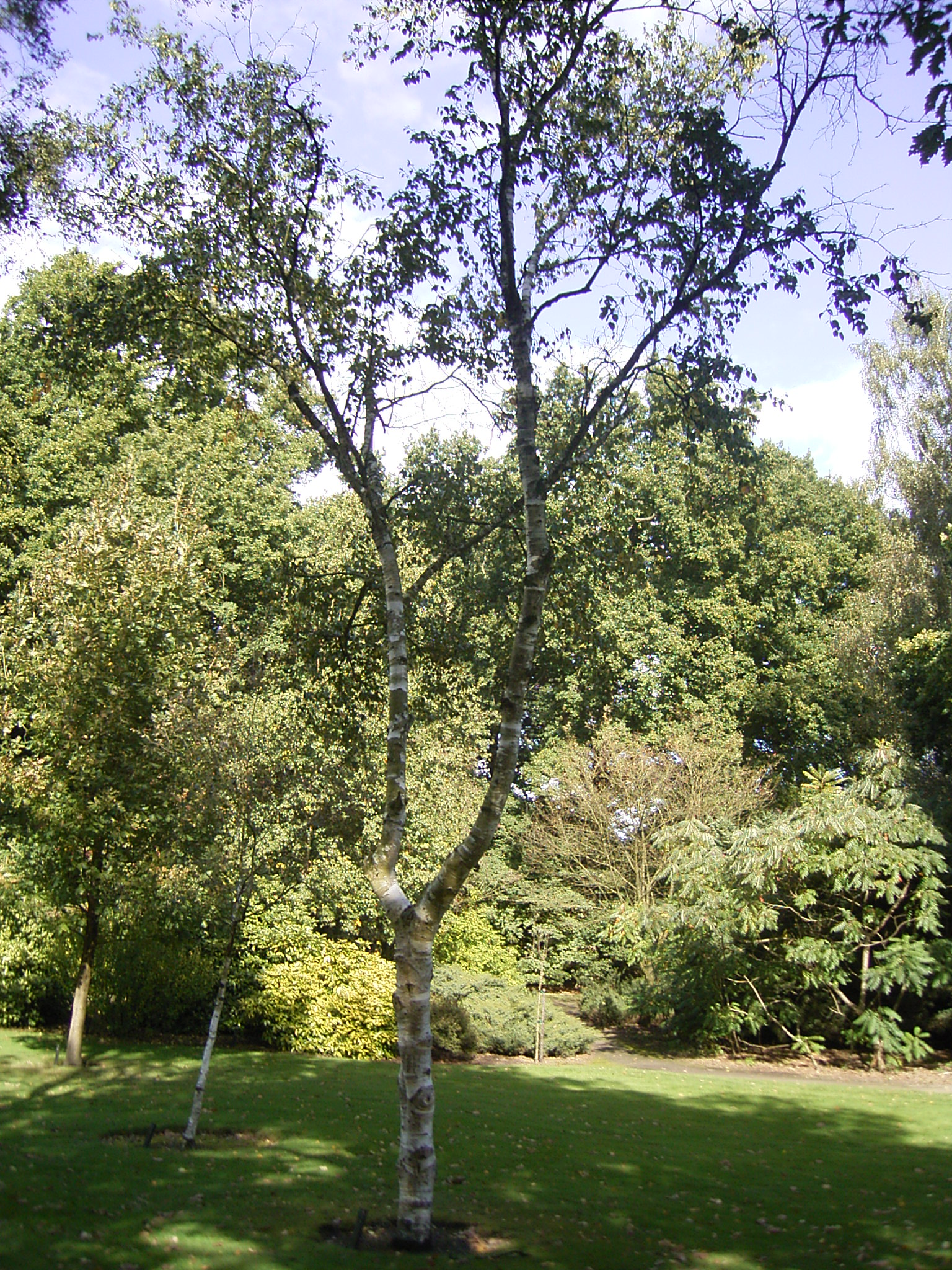
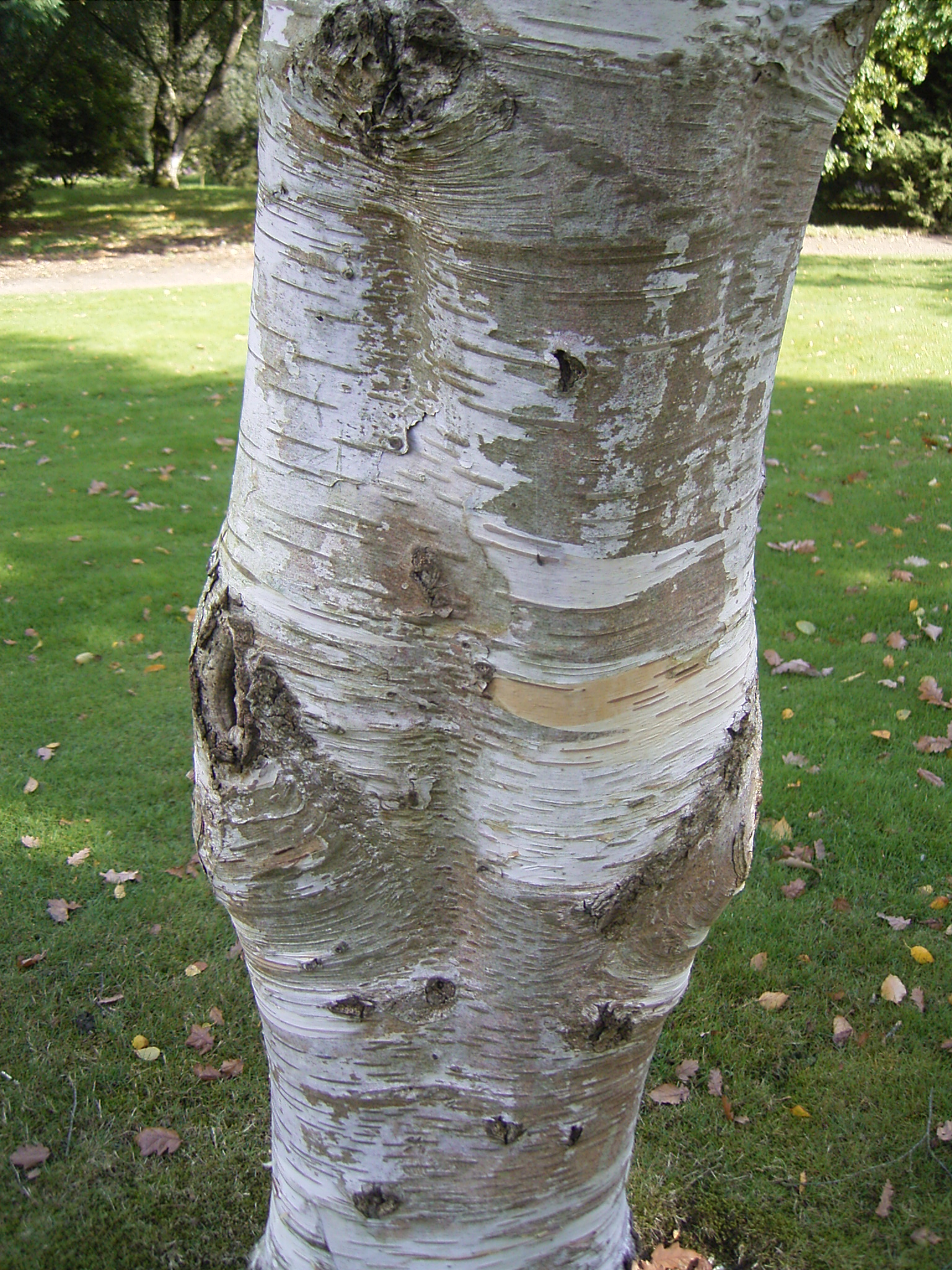